# 久米是志
久米 是志（くめ ただし、1932年1月2日 - 2022年9月11日）は、日本の実業家。自動車エンジニア。1983年から1990年まで本田技研工業代表取締役社長を務めた。兵庫県出身。

## 人物
静岡大学工学部機械工学科卒業後、本田技研工業に入社。専門はエンジンの設計で、マン島TTレースの競技車両用エンジンや、ホンダF1初の空冷エンジンカー、RA302のエンジン開発に携わる。若手の頃は、空冷エンジン採用を主張する本田宗一郎に対して、水冷エンジン採用を主張して譲らず、ホンダ1300やRA302の開発時には辞表を出して数度にわたり出社を拒否したという逸話を持つ（詳しくはホンダ・RA302の記事を参照）。
その後、社運を賭けて取り組んだ初代シビックの開発責任者(LPL)として、開発初期のクルマのコンセプトづくりに参画

。1973年に自身が開発責任者として指揮して生まれたCVCCエンジンは、当時、世界で最も厳しいと言われたアメリカ合衆国の排出ガス規制法であるマスキー法を初めてクリアしたことで知られる。
1983年に河島喜好の後を受けて、第3代の本田技研工業代表取締役社長に就任。第2期ホンダF1活動を支える。在任中の1986年に「和光基礎技術研究センター」を立ち上げ、ASIMOにつながる二足歩行ロボットの開発、HondaJetにつながるビジネスジェット事業の開発をスタートさせた。1990年に社長を川本信彦に譲り、取締役相談役に退いた。

## 略歴
- 1932年（昭和7年）1月2日 - 兵庫県に生まれる
- 1954年（昭和29年）3月 - 静岡大学工学部機械工学科卒業
- 1954年（昭和29年）4月 - 本田技研工業入社
- 1969年（昭和44年）4月 - 本田技術研究所取締役
- 1971年（昭和46年）4月 - 本田技術研究所常務取締役
- 1974年（昭和49年）4月 - 本田技術研究所専務取締役
- 1977年（昭和52年）3月 - 本田技術研究所社長
- 1979年（昭和54年）5月 - 本田技研工業専務取締役兼本田技術研究所社長
- 1983年（昭和58年）10月 - 本田技研工業代表取締役社長
- 1985年（昭和60年）4月 - 紫綬褒章受章
- 1990年（平成2年）6月 - 本田技研工業取締役相談役
- 1998年（平成10年）6月 - 本田技研工業常任相談役
- 2002年（平成14年）1月 - 常任相談役を退任
- 2004年（平成16年）11月 - 日本自動車殿堂殿堂入り[7]
- 2009年（平成21年）4月 - 旭日重光章受章[8]
- 2022年（令和4年）9月11日 - 死去[9]。90歳没。死没日付をもって正四位に叙された[10]。

## 著作
- 『「無分別」のすすめ : 創出をみちびく知恵』岩波アクティブ新書(1)、2002年。ISBN 4007000018
- 『「ひらめき」の設計図―創造への扉は、いつ、どこから、どうやって現れるのか』、小学館、2006年。ISBN 4093876606